# Chess.com
Chess.com是一个與國際象棋有關的新闻网站和社交网站。它還充當了国际象棋服务器這一角色。它是世界上最大的国际象棋平台之一。该网站中的一些功能免费提供，而其他功能则是用戶必須註冊订阅账户才能使用。用戶可以在這個網站与其他用户进行实时在线国际象棋以及快棋對弈。除了標準國際象棋，用戶還可以玩到國際象棋變體棋類以及獲取一些國際象棋教学资源。
Chess.com還举办了一些在线國際象棋锦标赛，例如Titled Tuesdays、Professional Rapid Online Chess League 、Speed Chess Championships、PogChamps和电脑象棋赛事。

## 歴史
- 1995年：位于美國加利福尼亚州伯克利的Aficionado公司開設了Chess.com域名，並用該網站销售一款名为“Chess Mentor”的国际象棋辅导软件。[5]
- 2005年：互联网企业家Erik Allebest和合伙人Jarom (“Jay”) Severson 购买了该域名，并组建了一个软件开发团队，讓该网站變成了一個国际象棋门户网站。
- 2007：改造後的网站開始運營[3]。 该网站通过社群媒體進行推广。
- 2009年：Chess.com宣布收购與之类似的国际象棋社交网站chesspark.com。[6]
- 2013年10月：Chess.com收购了总部位于荷蘭阿姆斯特丹的国际象棋新闻网站chessvibes.com，该网站經常報道国际象棋锦标赛賽事。它由荷兰国际象棋记者彼得·多格斯于2006年2月创立。[7] [8]
- 2018年5月：Chess.com宣布收购商用国际象棋引擎Komodo。[9]
- 2020年11月：Chess.com获得了2021年西洋棋世界冠軍賽的转播权，该赛事在直播平台Twitch上播出。[10]